# Sigrid Undset
Sigrid Undset (n. 20 mai 1882, Kalundborg, Danemarca - d. 10 iunie 1949, Lillehammer, Norvegia) a fost o scriitoare norvegiană. Capodopera ei este trilogia Kristin Lavransdatter (Kristin, fiica lui Lavrans), 1920-1922. A primit Premiul Nobel pentru Literatură în 1928.

## Motivația Juriului Nobel
"în special pentru descrierea plină de forță a vieții Nordului în timpul Evului Mediu".

## Date biografice
Sigrid Undset s-a născut în Kalundborg, Danemarca, dar familia ei s-a mutat în Norvegia când avea doi ani. Și-a petrecut copilăria la Kristiania (Oslo). Mama, o daneză luminată și echilibrată, a crescut-o în prima copilărie în atmosfera de saga  și de folclor scandinav iar tatăl, un distins arheolog, a educat-o în spiritul respectului față de valorile culturale ale antichității și ale dragostei față de vremurile trecute. La vârsta de 11 ani este zguduită profund de moartea tatălui său, pe care îl adora. 

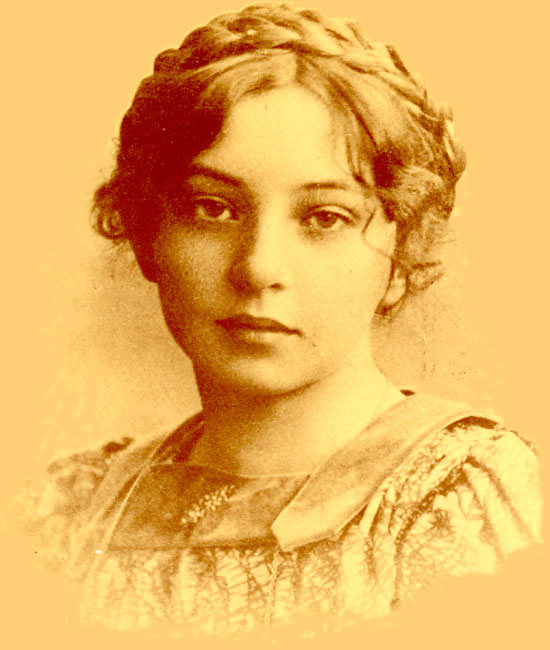
Sigrid Undset în tinerețe

Greutățile familiale o obligă pe Sigrid să-și întrerupă studiile - inclusiv pe cele de pictură - iar la 16 ani devine funcționară. Drama copilăriei ei este povestită în romanul "Unsprezece ani", care apare abia în anul 1934.
Pentru deosebitele ei calități morale sunt elocvente "condițiile de creație" pe care le-a avut în perioada când a scris măiastra sa capodoperă, care i-a adus consacrarea pe plan mondial, trilogia Kristin Lavransdatter. Când a început să scrie această trilogie, Sigrid Undset avea 37 de ani, se despărțise de soțul ei și plecase de la Oslo la Lillehammer, era însărcinată și îngrijea cinci copii, trei ai soțului din prima căsătorie și doi ai ei. Unul din băieții soțului și o fetiță a sa erau oligofreni. Sigrid scria toată noaptea, învingându-și oboseala cu cafea și țigări, iar dimineața, după ce se ocupa câteva ore de copii și gospodărie, se așeza în pat și descifra documente laice și religioase din Norvegia medievală și catolică a secolului al XIV-lea, scrise în latină și în norvegiana veche, documentare absolut necesară pentru lucrarea sa.
După apariția primului volum, în 1920, era atât de epuizată încât nici n-a sesizat excepționala primire de care s-a bucurat cartea. Lucrând în același ritm uluitor, în 1921 și 1922 îi apar și celelalte cărți ale trilogiei. În primul volum, Kransen („Cununa”), ne este prezentată o fată din Norvegia de la începutul veacului al XIV-lea, Kristin, fiica lui Lavrans, care refuză să se căsătorească cu logodnicul ales de părinți și se lasă sedusă de un bărbat cu o proastă reputație. La căsătoria cu acesta, Kristin poartă "cununa neprihănirii", deși este însărcinată. Acest păcat îl va plăti din greu când, devenind Husfrue („Stăpâna casei”), pune pe roate gospodăria în ruină a soțului său, cu care are șapte copii. Ultimul volum, Korset („Crucea”), reprezintă ispășirea păcatelor din tinerețe, prin moartea soțului și retragerea ei într-o mânăstire, unde își regăsește liniștea sufletească.

## Opera
- Fru Marta Oulie („Doamna Marie Oulie”), roman, (1907)
- Den lykkelige alder („Vârsta fericită”), (nuvelă), 1908
- Viga-Ljot og Vigdis (roman), 1909
- Ungdom („Tinerețe”), 1910
- Jenny (roman), 1911
- Fattige skjebner („Soartă săracă”), (nuvelă), 1912
- Vaaren („Primăvara”)(roman), 1914
- Fortællinger om kong Artur og ridderne av det runde bord („Povestirea despre regele Artur și călăreții mesei rotunde”), 1915
- Splinten av troldspeilet („Ciobul din oglinda fermecată”), (nuvele), 1917
- Tre søstre (eseuri), 1917
- De kloge jomfruer (nuvelă), 1918
- Et kvindesynspunkt („Punctul de vedere al unei femei”)(eseuri), 1919
- Kristin Lavransdatter (trilogie), 1920-1922
  - Kransen („Cununa”), (1920)
  - Husfrue („Stăpâna casei”), (1921)
  - Korset („Crucea”), (1922)
- Vårskyer („Nori de primăvară”), 1921
- Sankt Halvards liv, død og jærtegn, 1925
- Olav Audunssøn i Hestviken (roman), 1925
- Olav Audunssøn og hans barn (roman), 1927
- Katholsk propaganda („Propagandă catolică”), (eseuri), 1927
- Gymnadenia (roman), 1929
- Etapper („Etape”), (eseuri), 1929
- Den brændende busk („Un boschet în flăcări”) (roman), 1930
- Hellig Olav, Norges konge (eseuri), 1930
- Ida Elisabeth (roman), 1932
- Etapper. Ny række (eseuri), 1933
- To europeiske helgener („Doi sfinți europeni”), 1933
- Elleve aar („Unsprezece ani”)(roman), 1934
- Den trofaste hustru („Soția credincioasă”) (roman), 1936
- Norske helgener („Sfinți norvegieni”), 1937
- Selvportretter og landskapsbileder („Autoportret și peisaje”), 1938
- Madame Dorthea (roman), 1939